# Charaxes infraconfluens
Charaxes infraconfluens är en fjärilsart som beskrevs av Ruggero Verity 1950. Charaxes infraconfluens ingår i släktet Charaxes och familjen praktfjärilar. Inga underarter finns listade i Catalogue of Life.